# Dendrogram

Dendrogram

Dendrogram – diagram w kształcie drzewa ukazujący związki pomiędzy wybranymi elementami na podstawie przyjętego kryterium. Dendrogramem jest filogram, kladogram i fenogram. Dendrogram stosowany jest powszechnie w naukach przyrodniczych do przedstawiania zależności ewolucyjnych i podobieństw między organizmami i zespołami roślinnymi lub zwierzęcymi. 
Dendrogramy sporządza się na podstawie przekształcenia macierzy danych (tabeli) składającej się z rubryk, w których wpisane zostały podstawowe dane na temat interesujących nas obiektów. Każdemu z tych obiektów przypisany jest wiersz, w którym wyszczególnione są kolejno cechy obiektu, w kolejności takiej jak w nagłówku. Różne stany tej cechy właściwe poszczególnym obiektom tworzą kolumny tabeli.